# Clasificación de África para los Juegos Olímpicos de Barcelona 1992
La Clasificación de África para los Juegos Olímpicos de Barcelona 1992 se jugó con cuatro rondas del 11 de agosto de 1991 al 18 de noviembre de 1990 para definir a tres clasificados entre 32 participantes para fútbol en los Juegos Olímpicos de Barcelona 1992. Fue la primera ocasión en la que se jugó con selecciones sub-23.

## Resultados

### Primera ronda
| Equipo 1     | Agr.     | Equipo 2     | Ida | Vuelta |
| ------------ | -------- | ------------ | --- | ------ |
| Mauricio     | 2–2 (v.) | Somalia      | 1–0 | 1–2    |
| Mozambique   | 1–0      | Suazilandia  | 0–0 | 1–0    |
| Botsuana     | 1–2      | Gabón        | 0–0 | 1–2    |
| Etiopía      | w/o      | Libia        | —   | —      |
| Burkina Faso | w/o      | Senegal      | —   | —      |
| Malí         | w/o      | Sierra Leona | —   | —      |
| Gambia       | w/o      | Mauritania   | —   | —      |
| Congo        | w/o      | Togo         | —   | —      |

### Segunda ronda
| Equipo 1   | Agr. | Equipo 2        | Ida | Vuelta |
| ---------- | ---- | --------------- | --- | ------ |
| Sudán      | 1–4  | Egipto          | 1–2 | 0–2    |
| Mozambique | 1–4  | Uganda          | 0–1 | 1–3    |
| Mauricio   | DQ   | Zambia          | —   | —      |
| Etiopía    | w/o  | Malaui          | —   | —      |
| Gabón      | DQ   | Camerún         | —   | —      |
| Angola     | w/o  | Costa de Marfil | —   | —      |
| Túnez      | 3–2  | Senegal         | 3–1 | 0–1    |
| Argelia    | 0–1  | Sierra Leona    | 0–0 | 0–1    |
| Marruecos  | 6–0  | Mauritania      | 6–0 | 0–0    |
| Liberia    | w/o  | Togo            | —   | —      |
| Ghana      | DQ   | Guinea          | —   | —      |
| Zaire      | w/o  | Zimbabue        | —   | —      |

### Tercera ronda
| Equipo 1  | Agr.     | Equipo 2        | Ida | Vuelta |
| --------- | -------- | --------------- | --- | ------ |
| Egipto    | 3–1      | Malaui          | 3–1 | 0–0    |
| Uganda    | 1–4      | Camerún         | 1–2 | 0–2    |
| Mauricio  | w/o      | Costa de Marfil | —   | —      |
| Túnez     | 5–6      | Zimbabue        | 3–1 | 2–5    |
| Ghana     | 4–4 (v.) | Sierra Leona    | 2–1 | 2–3    |
| Marruecos | w/o      | Togo            | —   | —      |

### Cuarta ronda
| Equipo 1 | Agr. | Equipo 2  | Ida | Vuelta |
| -------- | ---- | --------- | --- | ------ |
| Egipto   | 4–1  | Zimbabue  | 3–0 | 1–1    |
| Camerún  | 1–2  | Marruecos | 0–0 | 1–2    |
| Ghana    | 10–1 | Mauricio  | 6–0 | 4–1    |

| 7 de febrero de 1992 | Egipto                            | 3 - 0 | Zimbabue | Nasser Stadium, El Cairo |                         |
|                      | Youssef 51' · Abougreisha 77' 80' |       |          | Árbitro(s): Badara Sène  | Árbitro(s): Badara Sène |

| 23 de febrero de 1992 | Zimbabue | 1 - 1 | Egipto          | Barbourfields Stadium, Bulawayo                         |                                                         |
|                       | Sawu 18' |       | Abougreisha 65' | Asistencia: 35 000 espectadores Árbitro(s): Neji Jouini | Asistencia: 35 000 espectadores Árbitro(s): Neji Jouini |

| 9 de febrero de 1992 | Camerún | 0 - 0 | Marruecos | Stade Ahmadou Ahidjo, Yaundé |  |
|                      |         |       |           | Árbitro(s): Lim Kee Chong    |  |

| 23 de febrero de 1992 | Marruecos                  | 2 - 0   | Camerún | Estadio Mohammed V, Casablanca |                         |
|                       | El-Badraoui 6' · Bahja 88' | Reporte |         | Árbitro(s): Alhagi Faye        | Árbitro(s): Alhagi Faye |

| 9 de febrero de 1992 | Ghana                                                          | 6 - 0 | Mauricio | Baba Yara Stadium, Kumasi  |                            |
|                      | Konadu 23' · Rahman 33' · Quaye 47' 57' · Kumah 71' 74' (pen.) |       |          | Árbitro(s): Mohamed Sendid | Árbitro(s): Mohamed Sendid |

| 23 de febrero de 1992 | Mauricio     | 1 - 4   | Ghana                                   | Stade George V, Curepipe |  |
|                       | François 27' | Reporte | Kumah 25' · Rahman 36' · Konadu 48' 67' |                          |  |

## Clasificados
- Egipto
- Marruecos
- Ghana